# Sphingicampa centrimacula
Sphingicampa centrimacula är en fjärilsart som beskrevs av Embrik Strand 1912. Sphingicampa centrimacula ingår i släktet Sphingicampa och familjen påfågelsspinnare. Inga underarter finns listade i Catalogue of Life.